# Xã Denmark, Quận Ward, Bắc Dakota
Xã Denmark (tiếng Anh: Denmark Township) là một xã thuộc quận Ward, tiểu bang Bắc Dakota, Hoa Kỳ. Năm 2010, dân số của xã này là 91 người.